# 千種忠顕
千種 忠顕（ちくさ ただあき）は、鎌倉時代末期から南北朝時代にかけての公卿。権中納言・六条有忠の次男。官位は従三位・参議、贈従二位。千種家の祖。

## 経歴
後醍醐天皇の近臣となり、皇太子・邦良親王の早期即位を画策する父・有忠と敵対した。
元徳3年（1331年）元弘の乱が発生し、同年8月に後醍醐天皇が笠置山で挙兵すると、忠顕もこれに従う。しかし、9月に笠置山は陥落し（笠置山の戦い）、後醍醐天皇とともに幕府方に捕縛され、忠顕は佐々木高氏のもとに拘禁された。翌元弘2年/正慶元年（1332年）後醍醐天皇が隠岐島への流罪に処されると、忠顕もこれに随従している。
翌元弘3年/正慶2年（1333年）閏2月に忠顕は後醍醐天皇と共に隠岐を脱出し、伯耆国の名和長年を頼って船上山に挙兵する。忠顕は頭中将に任じられると、4月始めに山陰の軍勢を率い入京して右京から西山一帯に布陣し、六波羅探題と合戦に及ぶも敗北し、一旦丹波国に退却した。5月には足利高氏や赤松則村らと共に六波羅探題攻めに参戦。さらに、奥州白河の結城宗広・親朝親子を始め各地の豪族に綸旨を飛ばすなど、後醍醐天皇による倒幕運動に貢献した。6月の後醍醐天皇の入京に際して、忠顕は千余騎の軍勢を率いて供奉している。
同年7月に建武の新政が開始されると、同年中に従三位・参議に叙任されたほか、雑訴決断所寄人に加え、丹波国・佐渡国など3ヶ国の国司職に任ぜられ、さらに北条氏の旧領10ヶ所も拝領。忠顕は目覚ましい栄達を遂げ、結城親光・楠木正成・名和長年らと共に三木一草と称され権勢を振るった。
建武2年（1335年）11月に足利尊氏が新政から離反すると、建武3年（1336年）正月に新田義貞や北畠顕家らと共にこれを追い、足利勢を九州へ駆逐した。しかしこの頃、万里小路宣房らと共に出家。宣房はこのとき高齢であるが、若年の忠顕の出家は新政への批判が集まる中で詰め腹を切らされる形となったとの指摘がある（佐藤進一）。同年5月末の湊川の戦いで敗れた後醍醐天皇が比叡山へ逃れると忠顕も同行。同年6月7日に忠顕は京都へ迫った尊氏軍と対戦するも、山城国愛宕郡西坂本の雲母坂（現在の京都府京都市左京区修学院音羽谷）で足利直義と戦って戦死した。

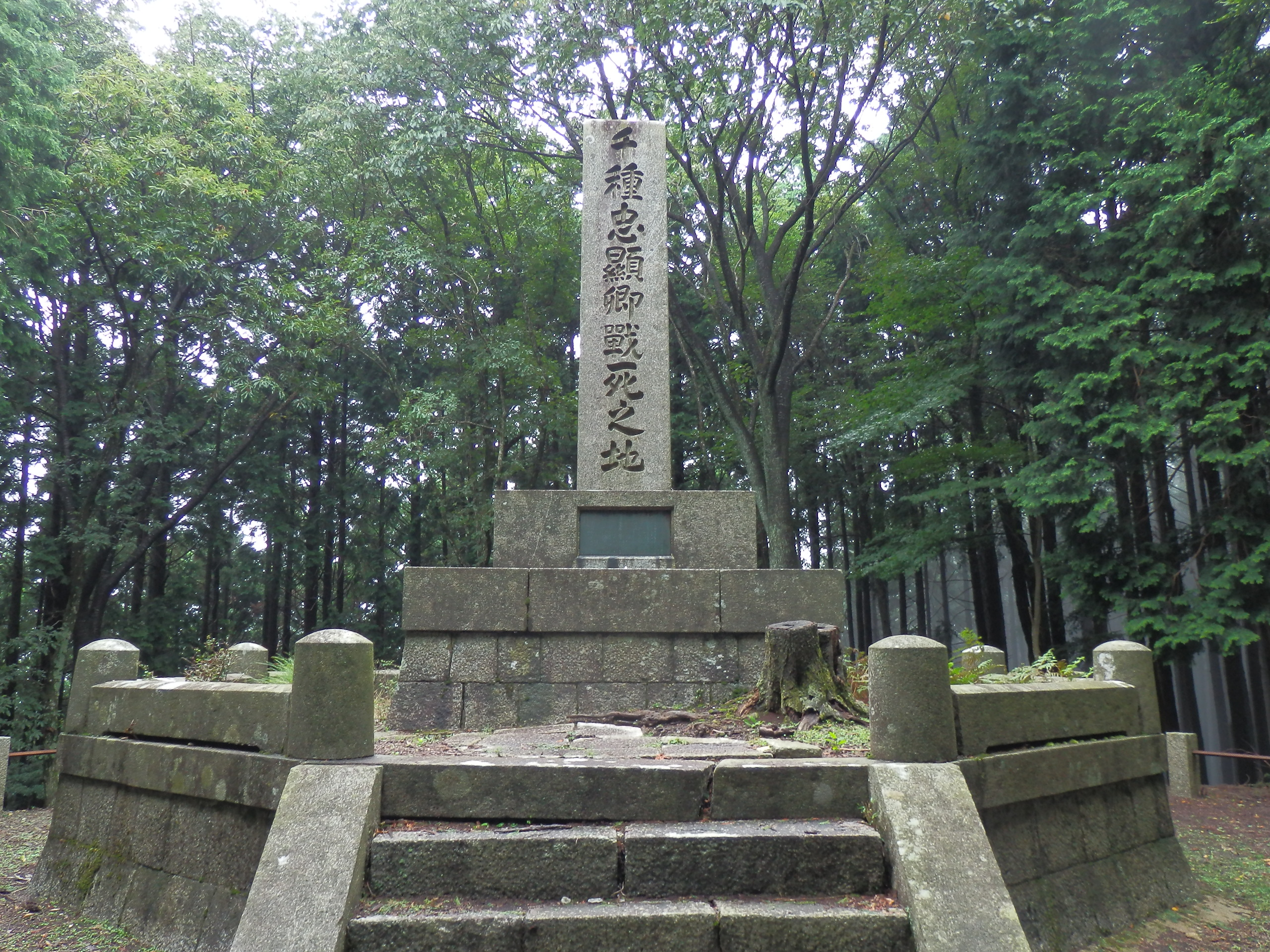
「千種忠顕卿戦死の地」の碑（京都市左京区）

明治維新後、新田義貞・北畠顕家・楠木正成らが再評価されたことに伴い、大正8年（1919年）11月15日に忠顕は従二位を追贈されている。

## 人物
学問よりも笠懸や犬追物など武芸を好み、淫蕩、博打にかまけていたため、父・有忠から義絶されている。

### 恩賞後の暮らしぶり
軍記物『太平記』の物語では、千種忠顕は批判的に描かれる。建武の新政の功により、後醍醐天皇から莫大な恩賞を得て、忠顕は家臣らと共に日夜酒宴に明け暮れた。宴に集う者は300人を数え、費やされる酒肴の費用は膨大な額に上った。数十間もある厩で肥馬を50 - 60頭も飼育し、興が乗ると数百騎を従えて上京や北山へ繰り出して、犬追物や鷹狩に没頭した。狩りの際は豹や虎の皮を装着し、金襴刺繍や絞り染めの直垂を着用していたという。

## 忠顕の歌
『新葉和歌集』に一首が採られている。

## 官歴
『公卿補任』による。
- 時期不詳：従五位下
- 正中元年（1324年） 11月11日：従五位上
- 元徳2年（1330年） 6月7日：近衛少将。7月17日：正五位下
- 元弘元年（1331年） 10月14日：解却見任（笠置山の戦い）
- 元弘3年/正慶2年（1333年） 3月3日：従四位下。8月5日：正四位下。9月10日：従三位、弾正大弼、元蔵人頭左近衛中将。11月8日：参議、還任左中将
- 建武元年（1334年） 日付不詳：見兼丹波守
- 建武3年（1336年） 正月：出家。6月7日：薨去

## 系譜
- 父：六条有忠
- 母：不詳
- 生母不詳の子女
  - 男子：千種具顕
  - 男子：千種長忠
  - 男子：千種忠方
  - 四男：千種顕経（? - 1377）
  - 男子：千種治庸[7]
  - 男子：千種盛勝（青木和田尉盛勝）[8]

## 関連作品
小説
- 高橋直樹「われ、白鳥の皇子とならん」（『異形武夫』収録） - 主人公。

テレビドラマ
- 『太平記』（NHK大河ドラマ、1991年）演：本木雅弘